# Хоу Ханьшу
Хоу Ханьшу («История империи Поздняя Хань») — продолжение исторической хроники Ханьшу, охватывающее период с 25 по 200 гг. н. э. Вместе с Ханьшу, Ши цзи и Саньгочжи входит в состав исторического канона «Эршисы ши». Составил хронику в V веке историк Фань Е.
Последние 30 книг касаются законов, географии, астрономии, жертвоприношений и других предметов, далёких от историографии. Они были сочинены в III веке Сыма Бяо и прибавлены к Хоу Ханьшу триста лет спустя.
В китайском языке есть чэнъюй «джентльмен на бревне» (кит. 梁上君子), являющийся эвфемизмом для вора. Он происходит из истории, повествуемой в главе «Жизнеописание Чэнь Ши» (кит. 陈寔传) хроники «Хоу Ханьшу». Согласно ей, пожилой чиновник империи Восточная Хань Чэнь Ши ночью увидел на бревне под крышей своего дома притаившегося вора и назвал его «джентльменом на бревне».